# Кетрипор
Кетрипор (др.-греч. Κετρίπορις) — царь западной части Фракии в 356—352 годах до н. э.
В 356 году до н. э. Кетрипор наследовал своему отцу Берисаду. В том же году он осадил Крениды, обладание которыми обеспечивало контроль над пангейскими рудниками. На помощь Кренидам пришёл македонский царь Филипп II. Потерпев поражение, Кетрипор попал в подчинённое положение от македонян, а через несколько лет его царство было присоединено к Македонии.

## Биография
Кетрипор родился в семье фракийского парадинаста Берисада из правящего рода Одрисского царства Тересидов. После смерти в 360 году до н. э. царя Котиса I в Одрисском царстве началась война между претендентами на престол, одним из которых был Берисад. В 357 году до н. э. при содействии афинского военачальника Хареса был заключён мирный договор, согласно условиям которого каждый из претендентов получал в управление часть наследства Котиса I. Афины получили Херсонес Фракийский за исключением полиса Кардия. Берисад получил в управление западную Фракию (вероятно, от реки Стримон до Месты), Амадок — центральную Фракию (от Месты до Гебра), Керсоблепт — восточную Фракию (от Гебра до Херсонеса и западного побережья Мраморного и Чёрного морей).
В 356 году до н. э. Берисад умер и Кетрипор стал следующим царём Западной Фракии. Предположительно, эту область или её часть называли «Кедриполем» по имени Кетрипора. Также, согласно одной из гипотез, на месте современного города Гоце-Делчев было основано названное в честь царя поселение Кетрипара. Хотя другие сыновья Берисада, среди которых были Монуний и, возможно, Скосток, оспаривали права брата на престол, смена власти произошла мирно. Вероятно, братья Кетрипора стали его соправителями. Первым действием Кетрипора, предположительно, стала осада Кренид, фасосской колонии в долине верховья реки Ангитис на западной границе владений Кетрипора. Это поселение было центром переработки золота и серебра из пангейских рудников. Жители Кренид обратились за помощью к царю Македонии Филиппу II. Ситуацию осложняли претензии на владение рудниками царя восточной части Фракии Керсоблепта, который, возможно, присоединился к македонянам в их войне с Кетрипором. Филипп II без промедления пришёл на помощь Кренидам и заставил Кетрипора снять осаду, после чего включил город в свои владения.
На этом фоне Кетрипор присоединился к антимакедонскому союзу, в который входили царь иллирийского племени грабеев Граб II, царь Пеонии Ликкей и Афинская республика. Филипп II, пока его враги собирались с силами, отправил в земли иллирийцев войско во главе с Парменионом, а сам разбил Кетрипора, после чего тот был вынужден вступить в невыгодный для себя союз с македонянами и стать данником Филиппа. Хоть Кетрипор больше и не упоминается в античных источниках, историки на основании данных нумизматики делают вывод, что он продолжал править во Фракии и чеканить монету от своего имени. Историки датируют время правления Кетрипора 357/356—352/351 годами до н. э., после чего Западная Фракия окончательно вошла в состав Македонии.
В 1978 году именем Кетрипора был назван холм на острове Тринити в Антарктике.

## Монеты
Ппо состоянию на 2015 год нумизматы насчитывали 55 сохранившихся монет Кетрипора. Все они изготовлены их бронзы. На их аверсе изображена голова Диониса в венке из плюща, на реверсе — преимущественно канфар и имя Кетрипора, а также различные дополнительные элементы, такие как тирс, щит, ветка плюща, наконечник копья и др. Предположительно монеты Кетрипора чеканили на монетном дворе Фасоса.